# Mimosa (cóctel)
Mimosa es un cóctel compuesto por una parte de champán (u otro vino espumoso) y una parte de zumo de naranja. Es considerado un cóctel suave y refrescante debido a su baja graduación alcohólica. Tradicionalmente se sirve en una copa de flauta y está considerado por los estadounidenses como el cóctel estrella de los desayunos de fin de semana que denominan “brunch”, desde que se popularizó en España en la década de 1960.

## Historia
Esta combinación ya se usaba en España, hace siglos[cita requerida], en el Levante, donde es típica la naranja y los vinos espumosos (cava y otros), a saber en Valencia, Castellón, Alicante o Cataluña. Igual que el mosto con vino espumoso son combinaciones de vinos espumosos con zumos de uva, naranja, manzana y cualquier fruta, siendo la más famosa el agua de Valencia.
El nombre del cóctel proviene de las flores de la planta de la mimosa, que son del mismo color amarillento y granuladas.

## Ingredientes
- ½ parte de champán
- ½ parte de zumo natural de naranja

## Elaboración
En una copa de flauta que esté previamente fría, se vierte el zumo de naranja hasta la mitad de la copa y se termina de rellenar la copa con el vino espumoso.